# Sociedades económicas de amigos del país
Las sociedades económicas de amigos del país eran unas asociaciones surgidas en la segunda mitad del siglo XVIII en España —aunque también existieron en otros países europeos, como Irlanda o Suiza— cuya finalidad era difundir las nuevas ideas y conocimientos científicos y técnicos de la Ilustración. Nacieron en el reinado de Carlos III, quien las puso bajo la protección real para que fueran un instrumento del reformismo borbónico. En la actualidad algunas de ellas todavía permanecen activas y siguen teniendo como objetivo el fomento de la economía de los lugares donde se asientan y de toda España.

## Historia

### Origen: la Real Sociedad Bascongada de Amigos del País

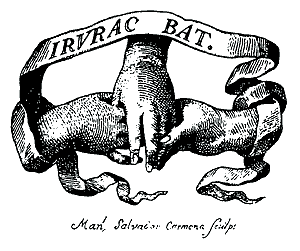
Emblema de la Real Sociedad Bascongada de Amigos del País con el lema «Irurac bat» («Las tres, una»).

La primera Sociedad Económica de Amigos del País fue una iniciativa de los nobles ilustrados guipuzcoanos conocidos como los "Caballeritos de Azcoitia" —encabezados por Xavier María de Munibe e Idiáquez, conde de Peñaflorida— que en 1748 formaron una tertulia llamada "Junta Académica", cuyas actividades "incluía las matemáticas, la física, la historia, la literatura, la geografía, sesiones de teatro y conciertos de música". Tomaron como modelo las sociedades económicas que estaban proliferando en toda Europa debido al interés creciente por los temas económicos y en especial por el progreso de la agricultura, y que tenían un carácter más utilitario que las academias literarias y científicas. En 1763 las Juntas Generales de Guipúzcoa aprobaron el proyecto de creación de una Sociedad Económica de la Provincia de Guipúzcoa, cuyos miembros serían reclutados entre las personas más conocidas del país por su sabiduría en la agricultura, las ciencias y artes útiles a la economía y en el comercio, dando entrada así en el seno de la sociedad a gente plebeya y enriquecida por el comercio que tenían los mismos derechos que los socios procedentes de la nobleza o el clero. La iniciativa de los "caballeritos de Azcoitia" fue secundada por políticos e ilustrados del Señorío de Vizcaya y de la "provincia" de Álava, quienes se reunieron con los guipuzcoanos en Azcoitia en diciembre de 1764 para aprobar los estatutos de una nueva sociedad llamada Sociedad Bascongada de Amigos del País, que recibiría la aprobación del Consejo de Castilla en 1772. Unos de sus objetivos era estrechar más la unión de las tres provincias vascongadas —contaba con tres secciones, una por cada territorio— y, más tarde, promovió la formación de las dos sociedades de amigos del país del Reino de Navarra establecidas en Pamplona y Tudela.

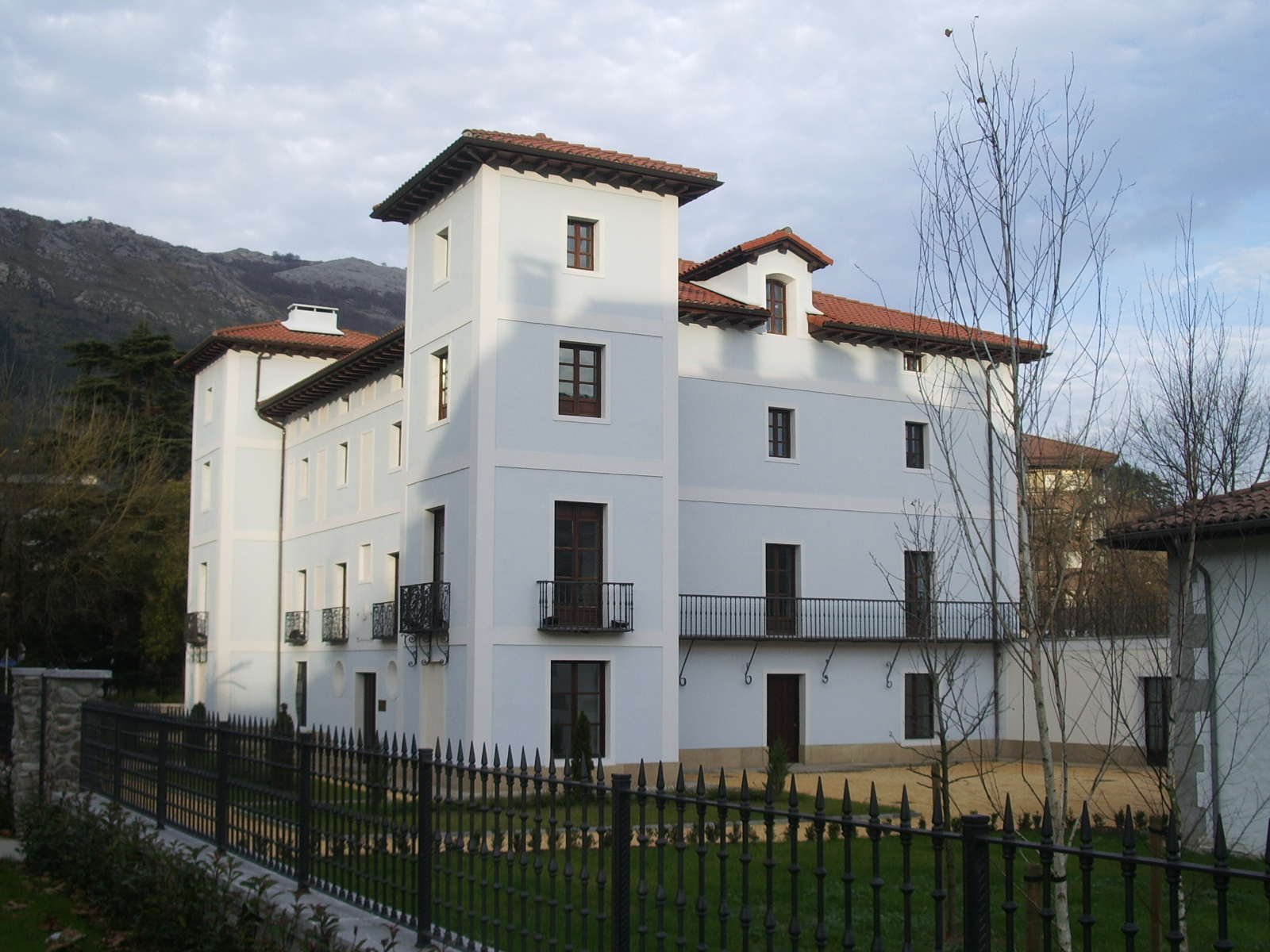
El palacio de Insausti de Azcoitia fue la sede principal de la Real Sociedad Bascongada de Amigos del País.

Los fines de la Sociedad Económica Bascongada de Amigos del País eran aplicar los nuevos conocimientos científicos a las actividades económicas, por ejemplo en las ferrerías, y enseñar aquellas materias que no se explicaban en ese momento en las universidades españolas, como la química y física experimentales o la mineralogía —que sería el germen de la Real Escuela de Metalurgia—. También establecieron cátedras de historia y de francés. Cuando fueron expulsados los jesuitas en 1767, los "caballeritos de Azcoitia" consiguieron la cesión del colegio de Vergara, en el que fundaron el Real Seminario de Nobles. La Sociedad logró formar una importante biblioteca y consiguió el permiso para suscribirse a la Enciclopedia, aunque con la condición de que sólo pudiera ser consultada por los socios de la entidad que tuvieran licencia de la Inquisición para leer libros prohibidos —condición que al parecer no se cumplió—. Las secciones "provinciales" de la Bascongada se dividieron en cuatro comisiones: "Agricultura y Economía rústica", "Ciencias y artes útiles", "Industria y Comercio" e "Historia, Política y Buenas Letras". Por otro lado, no redujo su ámbito de actuación a las tres "provincias" vascas y al reino de Navarra, sino que se extendió a Cádiz, Sevilla y Madrid, y también a México, Buenos Aires, Lima o La Habana en América.

### El proyecto de Campomanes: la extensión al resto de territorios del Reino de España

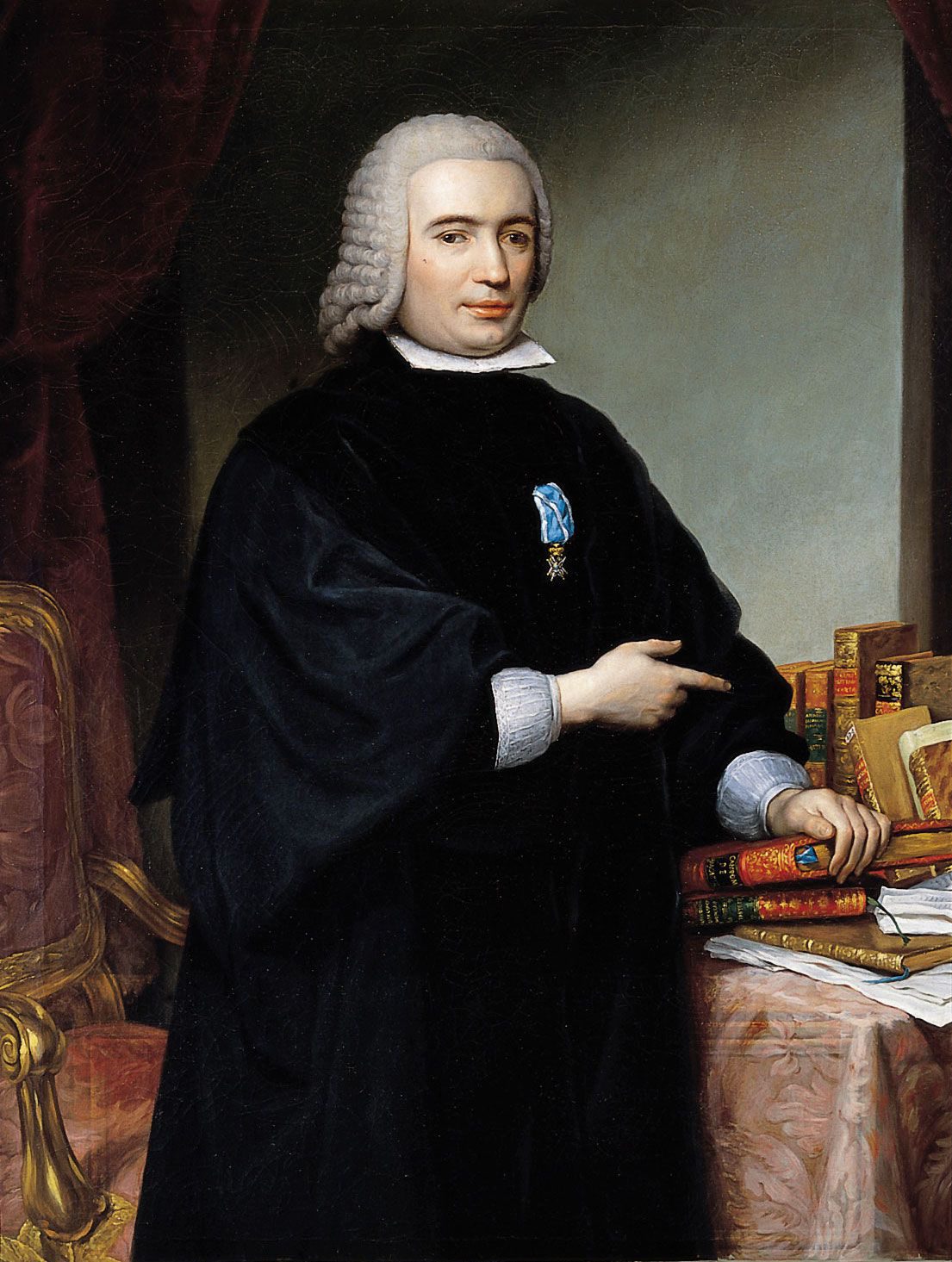
Pedro Rodríguez de Campomanes (1777)

Por iniciativa del fiscal del Consejo de Castilla, Pedro Rodríguez de Campomanes, el ejemplo de la Bascongada se extendió a toda la Monarquía. El proyecto lo expuso en el Discurso sobre el fomento de la industria popular (1774) y en el Discurso sobre la educación popular y su fomento (1775), "dos obras impresas sin el nombre del autor por su carácter oficial a instancias del Consejo de Castilla y con el permiso del rey" Carlos III. Según el historiador Pedro Ruiz Torres, el proyecto de Campomanes presentaba cinco notables diferencias respecto de la institución vasca. La primera, era que la iniciativa partía del gobierno, con lo que la existencia de un grupo de ilustrados no era una condición previa para su fundación. En segundo lugar, sus estatutos debían ajustarse al modelo de la Sociedad Económica Matritense de Amigos del País, fundada en 1775, y que habían sido supervisados por el propio Campomanes, con lo que su función fundamental sería apoyar las reformas emprendidas por los ministros del rey. En tercer lugar, aumentaba considerablemente la tutela pública sobre las mismas. En cuarto lugar, el acceso a las sociedades quedaba restringido a la nobleza más ilustrada, caballeros, eclesiásticos y gentes ricas, y miembros de la administración y autoridades locales, con lo que su base social era mucho más reducida que la de la Bascongada. En quinto lugar, su ámbito de actividades se restringía a la teoría y la práctica de la economía política en todas las provincias de España, por lo que se prescindía de la  "Historia, Política y Buenas Letras" y pasaban a un segundo plano las matemáticas, la física y la medicina. Así pues, las más de sesenta Sociedades de Amigos del País que se constituyeron por toda España entre 1775 y el final del reinado de Carlos III, en 1788, "no siguieron el mismo camino que la Bascongada".

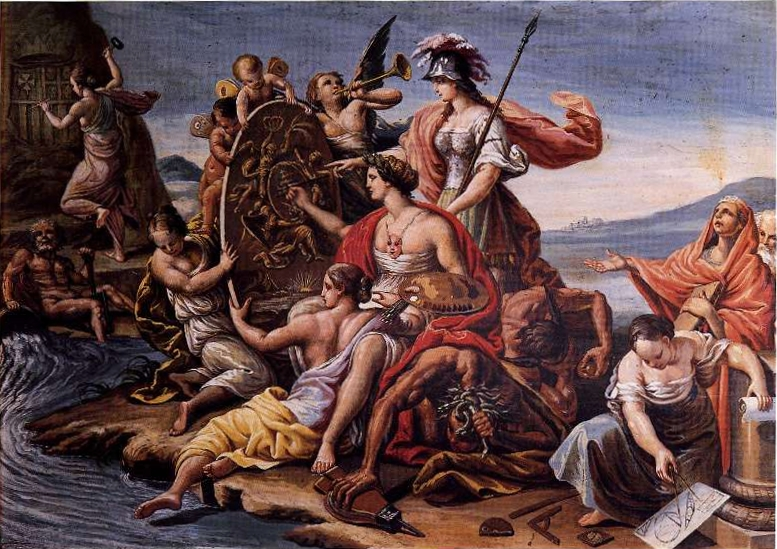
Fray Manuel Bayeu, Alegoría de las Bellas Artes exaltando a la Real Sociedad Económica Aragonesa de Amigos del País, h. 1785.

En cuanto a la aportación que hicieron las Sociedades de Amigos del País al progreso de las ideas ilustradas, Pedro Ruiz Torres, afirma que "tuvieron muchas limitaciones y no fueron lejos a la hora de hacer lo que Jovellanos ensalzaba [en su Elogio de Carlos III de 1788 dijo que en la nueva institución, desnudos de las aficiones del interés personal, y tocados del deseo del bien común, todos se reúnen, se reconocen ciudadanos, se confiesan miembros de la asociación general antes que de su clase, y se preparan a trabajar por la utilidad de sus hermanos], Manuel Aguirre concebía como el sustituto de una carencia [la falta de leyes constitucionales que llevaran a los vasallos a un estado de hombres con libertad con capacidad de manifestar a los tribunales y a sus conciudadanos, por escrito, los males y violencias que sufrían y agenciar su felicidad, y sin un supremo Consejo de Estado que represente la voz del pueblo todo y su voluntad general]  y Fernando de Ceballos criticaba con evidente exageración [denunció que en las sociedades se hablaba con peligrosos aires republicanos y que algunas hubieran conseguido la licencia de leer libros prohibidos con el consiguiente peligro de introducir ideas subversivas]. Sin embargo, no cabe duda de que se convirtieron en uno de los productos más representativos del idealismo de una minoría de ilustrados. Su concepción de la sociedad todavía unía la felicidad pública a la desigualdad jurídica y a la monarquía absoluta, por mucho que reivindicara el talento, las ciencias y la utilísima ciencia de la economía, pero no por ello dejó de provocar la reacción adversa de los sectores sociales más tradicionales".

### Las sociedades de Amigos del País en América
Se formaron otras Sociedades de igual tipo en los territorios coloniales de la América Hispana como Chile, Nueva Granada (Colombia), Guatemala, Cuba, Puerto Rico, Ecuador, México, Perú, Panamá y Venezuela. En estos lugares, la misión de fomentar la industria chocaba con los dictámenes del pacto colonial, que enfatizó la primacía de la industria de la metrópolis; las colonias habían de comprar los productos de España. Además, en la cultura más conservadora de la América española,[cita requerida] la misión de propagar la Ilustración encontró un camino más difícil, y la censura oficial.
Sin embargo, ciertos miembros de las Sociedades se atrevieron a traer varios libros prohibidos desde Europa, aún de la misma España, donde por ejemplo la Enciclopedia de Diderot se podía comprar. Entre los miembros de las Sociedades estos libros se compartieron. Es cierto que varias de las Sociedades de América nunca fueron más que el proyecto de un aristócrata aficionado, o una imitación de una novedad metropolitana. Con todo, varias Sociedades se destacaron en sus actividades, publicando ensayos sobre nuevos desarrollos en el mundo agropecuario, abogando por el libre comercio (cuando comerciantes españoles conservaban su monopolio). La de Antigua, en Guatemala, se cerró varias veces por orden del Intendente, por actividades supuestamente políticas. La de La Habana existe hasta el día de hoy. De manera que se puede ver el trabajo de estas Sociedades como un antecedente importante al proyecto de emancipación que nace después del cautiverio del rey en 1810.
En España y el Nuevo Mundo, las Sociedades fueron las cunas de nuevas formas de sociabilidad donde sus miembros se reunían en público para debatir los temas del día. En estas reuniones participaban personas de distintas clases sociales. Las Sociedades solían organizarse formalmente, conservando registros de las actividades de cada reunión, eligiendo oficiales (presidente, secretario, etcétera) para las funciones oficiales del grupo.

## Sociedades activas en la actualidad

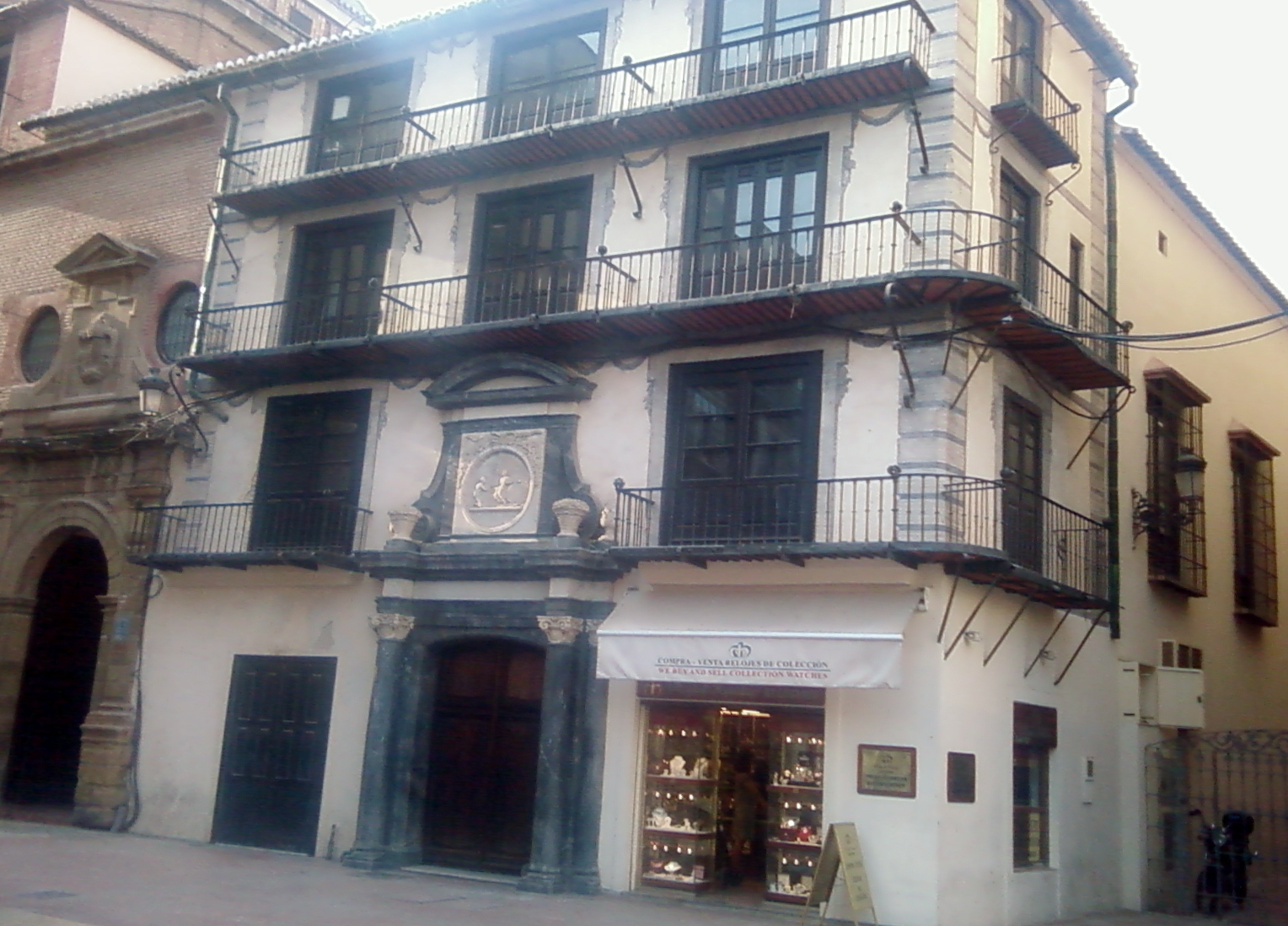
Sede de la Sociedad Económica de Amigos del País de Málaga.

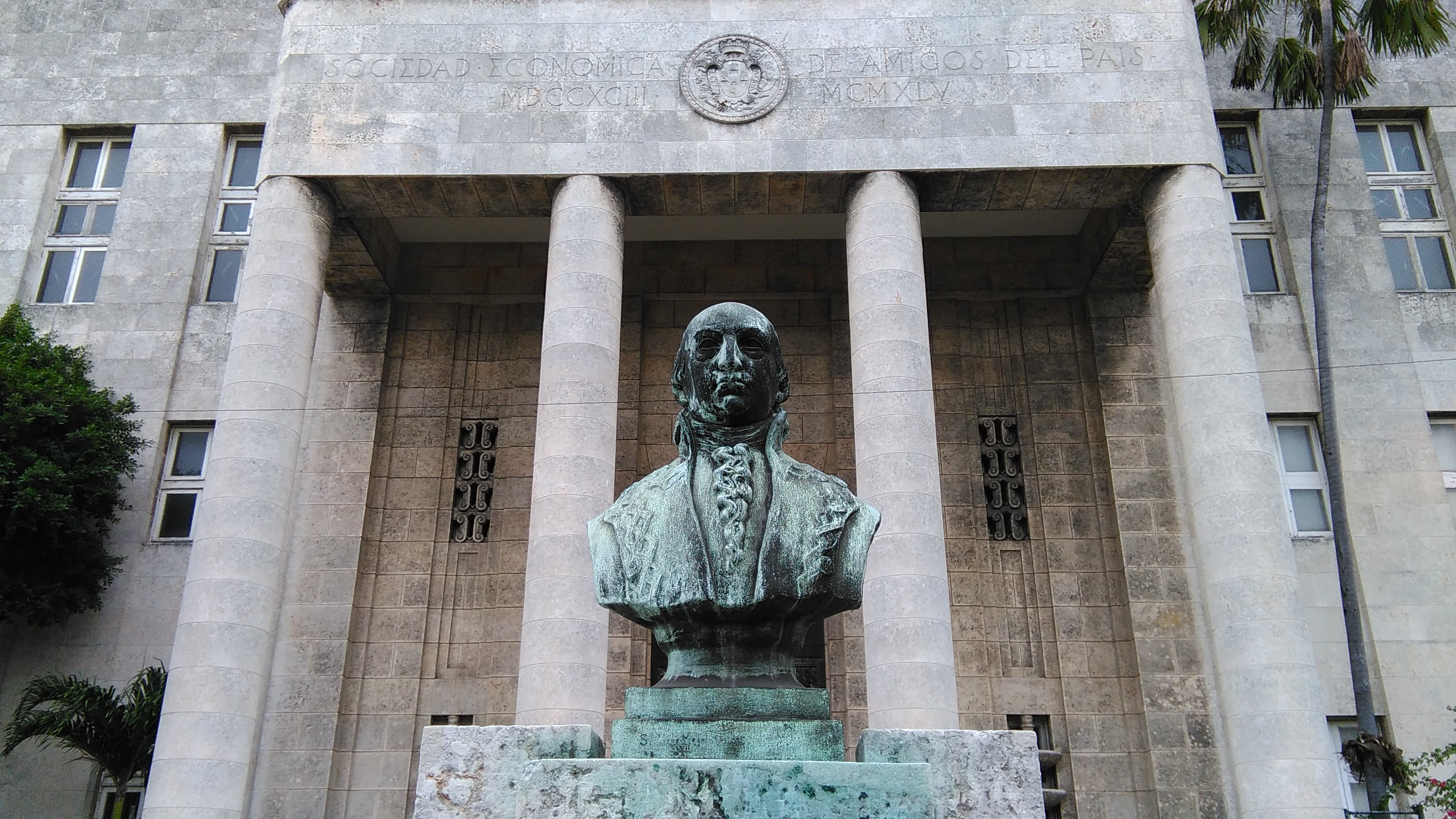
Sede de la Sociedad Económica de Amigos del País de La Habana.

En la actualidad se encuentran en funcionamiento las siguientes sociedades:
- Real Sociedad Bascongada de Amigos del País, fundada en 1765.[12]
- Real Sociedad Económica Matritense de Amigos del País, fundada en 1775 por Carlos III.[13]
- Real Sociedad Económica Sevillana de Amigos del País, fundada en 1775.[14]
- Real Sociedad Económica Aragonesa de Amigos del País, fundada en 1776.
- Real sociedad Económica de Amigos del País de la Ciudad de Santa Cruz de La Palma, fundada en 1776.
- Real Sociedad Económica de Amigos del País de Gran Canaria, fundada en 1776.[15]
- Real Sociedad Económica Valenciana de Amigos del País, fundada en 1776.[16]
- Real Sociedad Económica Murciana de Amigos del País, fundada en 1777.[17]
- Real Sociedad Económica de Amigos del País de Tenerife, fundada en La Laguna (Tenerife) en 1777.[18]
- Real Sociedad Económica de Amigos del País de la Ciudad de Santiago, fundada en 1784.[19] https://www.rseaps.org/historia/
- Real Sociedad Económica de Amigos del País de la Ciudad y Reino de Jaén, fundada en 1786.[20]
- Sociedad Económica de Amigos del País de Málaga, fundada en 1789.
- Real Sociedad Económica de Amigos del País de Vejer de la Frontera, fundada en 1791.[21]
- Real Sociedad Económica Extremeña de Amigos del País, fundada en 1816.[22]
- Sociedad Económica Barcelonesa de Amigos del País, fundada en 1822.[23]
- Real sociedad Económica Carthaginense de Amigos del País, fundada en 1833.
- Sociedad Económica de Amigos del País de Avilés y Comarca, fundada en 2002.
- Sociedad de Amantes del País en Lima, Perú, fundada en 1790.
- Sociedad Económica de Amigos del País de La Habana, fundada en 1793.

## Sociedades desaparecidas

### Europa
- Economic Society of Friends de Dublín, fundada en 1762.
- Wirtschaftliche Gesellschaft von Freunden de Berna, fundada en 1762.

### España
- Real Sociedad Económica de amigos del País de Puente Genil
- Real Sociedad Tudelana de los Deseosos del Bien Público, fundada en 1773.[24]
- Sociedad Económica de Amigos del País de Granada, solicitó su creación en 1775.
- Real Sociedad Económica Cantábrica de Amigos del País de Santander, fundada en 1775.[25]
- Real Sociedad Económica de Amigos del País de Vera (Almería), fundada en 1775.
- Real Sociedad de verdaderos patricios de Baeza y Reino de Jaén, fundada en 1775.
- Sociedad Económica de Amigos del País de Sigüenza, fundada en 1776.
- Sociedad de Amigos del País del Reino de Mallorca, fundada en 1778.
- Real Sociedad Económica de amigos del País de Córdoba, fundada en 1779.[26]
- Real Sociedad Económica de amigos del País de Cabra, fundada en 1779.
- Real Sociedad Económica de amigos del País de Priego de Córdoba, fundada en 1779.
- Real Sociedad Laboriosa de la ciudad de Lucena, fundada en 1780.
- Sociedad Económica de Amigos del País de Asturias, fundada en 1780.[27]
- Real Sociedad Económica de Amigos del País de Astorga, fundada en 1780.
- Real Sociedad Económica de Amigos del País de la Provincia de Segovia, fundada en 1780.[28]
- Real Sociedad Económica de Amigos del País de Sanlúcar de Barrameda, fundada en 1781.[29]
- Real Sociedad Patriótica de Amigos del País de León, fundada en 1783.
- Sociedad Económica de Amigos del País de la Ciudad de Jaca y sus Montañas, fundada en octubre de 1783, separándose de la Aragonesa.[30]
- Sociedad Económica de Amigos del País de Valladolid, fundada en 1783.
- Sociedad Económica de Cosecheros del País de La Rioja, fundada en 1783.
- Real Sociedad Patriótica de la muy Ilustre Villa de Puerto Real, fundada en 1783.[29]
- Sociedad Económica de Amigos del País de Santa Cruz de Mompox, fundada en 1784.
- Real Sociedad Caritativo Económica de la villa de Alaejos, fundada en 1785.
- Real Sociedad Económica de la Ciudad de Medina Sidonia, fundada en 1786.[29]
- Real Sociedad Patriótica de la muy Noble y muy Leal Ciudad de Jerez de la Frontera, fundada en 1786.[29]
- Real Sociedad Económica de amigos del País de Aguilar de la Frontera, fundada en 1786.
- Real Sociedad Económica de amigos del País de Medina de Rioseco, fundada en 1786.
- Real Sociedad Económica de amigos del País de Baena, fundada en 1787.
- Real Sociedad Patriótica de la muy Noble y muy Leal Ciudad y Gran Puerto de Santa María, fundada en 1788.[29]
- Real Sociedad Patriótica de la muy Ilustre Villa de Alcalá de los Gazules, fundada en 1788.[29]
- Sociedad Económica de Amigos del País de Cádiz, fundada en 1814.[29]
- Sociedad Económica de Amigos del País de Teruel, solicitó su creación en 1803, pero por falta de miembros no pudo formarse hasta 1834.
- Sociedad Económica de Amigos del País de Liébana, fundada en 1839.

### América
- Sociedad Económica de Amigos del País de Santiago de Cuba, fundada en 1787.
- Sociedad Económica de Amigos del País de Quito, fundada en 1792.
- Real Sociedad Económica de Amantes de la Patria de Guatemala, fundada en 1795 y refundada en 1966.
- Sociedad Económica de Amigos del País de México, fundada en 1799.
- Sociedad Económica de Amigos del País de Santa Fe (Bogotá), bajo el nombre de «Sociedad Patriótica de Amigos del País», fundada en 1801.
- Sociedad Económica de Amigos del País de Cartagena de Indias, fundada en 1812.
- Real Sociedad Económica de Amigos del País de Puerto Rico, fundada en 1813.
- Sociedad Económica de Amigos del País de Santiago de Chile, fundada en 1813.
- Sociedad Económica de Amigos del País de Chiapas, fundada en 1819.
- Sociedad Económica de Amigos del País de Lima, fundada en 1822.
- Sociedad Económica de Amigos del País de Guayaquil, fundada en 1825.
- Sociedad Económica de Amigos del País de Caracas, fundada en 1829.
- Sociedad Económica de Amigos del País de Matanzas (Cuba), fundada en 1830.
- Sociedad Económica de Amigos del País de Panamá, fundada en 1834.
- Sociedad Económica de Amigos del País de Santa Marta, (Colombia) fundada en 1835.
- Sociedad Económica de Amigos del País de Valencia (Venezuela), fundada en 1841.
- Sociedad de Amigos del País de Los Ángeles (Estados Unidos), fundada y disuelta en 1844.[31]
- Sociedad Económica de Amigos del País de Colombia, fundada el 19 de octubre de 1956 en Bogotá, cuenta con varios capítulos en otras ciudades colombianas.[32]

### Asia
- Real Sociedad Económica de Amigos del País de Manila, fundada en 1781.